# Terrenceville
Terrenceville is een gemeente (town) in de Canadese provincie Newfoundland en Labrador. De gemeente ligt in het uiterste noorden van het schiereiland Burin aan de zuidkust van het eiland Newfoundland.

## Demografie
Demografisch gezien is Terrenceville, net zoals de meeste kleine dorpen op Newfoundland, aan het krimpen. Tussen 1991 en 2021 daalde de bevolkingsomvang van 818 naar 446. Dat komt neer op een daling van 372 inwoners (-45,5%) in dertig jaar tijd.
| Jaar | Aantal inwoners | Verschil |
| ---- | --------------- | -------- |
| 1991 | 818             | –        |
| 1996 | 737             | -9,9%    |
| 2001 | 630             | -14,5%   |
| 2006 | 536             | -14,9%   |
| 2011 | 530             | -1,1%    |
| 2016 | 482             | -9,1%    |
| 2021 | 446             | -7,5%    |